# Isle of Sheppey
Isle of Sheppey is een eiland in het bestuurlijke gebied Swale, in het Engelse graafschap Kent. Het eiland telt 37.852 inwoners en heeft een oppervlakte van circa 94 km². Het ligt op 74 kilometer ten oosten van Londen en wordt van Engeland gescheiden door de zee-engte The Swale.
Het eiland, dat bestaat uit klei en moeras, ligt in de monding van de rivieren de Theems en de Medway, en is daarom van strategisch belang.

## Geschiedenis
Isle of Sheppey werd voor het eerst genoemd door de Griekse historicus Claudius Ptolemaeus (87-150) in zijn Geografia.
In juni 1667 werd het tijdelijk bezet door manschappen van een Nederlandse vloot, die de monding van de Theems op waren gezeild. Hierdoor werd het een van de weinige gebiedsdelen van Engeland die na de invasie onder Willem de Veroveraar in 1066 ooit nog door een vreemde mogendheid zijn veroverd. Volgens Samuel Pepys, de toenmalige secretaris van de Britse Navy Board, vertrokken de Nederlanders na enkele dagen weer, waarbij ze eerst voorraden, munitie en wapens in beslag namen en vervolgens alles in brand staken wat ze tegenkwamen.